# 서면 더샵 센트럴스타
더샵 센트럴스타(영어: The Sharp Central Star)는 대한민국 부산광역시 부산진구 부전동에 위치한 아파트 단지이다. 최고 58층, 207m 및 A,B,C,D,E동으로 구성되어 있으며 상가로 서면더샵 센트럴스퀘어가 있다.
북항재개발 사업 관련 부산에서 두번째 트램인 씨베이파크선(중앙동~시민공원)의 정거장(113번)이 예정되어 있다.

## 역사
초고층 주상복합 아파트인 서면 더샵 센트럴스타는 2007년에 분양하였으며 그당시에 미분양 이여서 할인분양을 하였다. 포스코건설이 시공하였고 2008년에 착공하여 2011년에 완공하였다.

## 구성
이 아파트는 A,B,C,D,E동으로 구성되어 있다. 높이와 층수가 다르고 서면 더샵 센트럴스타 단지 중 A동이 가장 높고 B동이 가장 낮은 단지다.
아파트 1,360세대와 오피스텔 319실로 구성되어 있으며 주거형 오피스텔은 E동의 1층~31층에 위치해 있고 E동 32층~47층은 아파트 세대이다.
| 동 명칭 | 층수 | 높이 |
| ------- | ---- | ---- |
| A동     | 58층 | 207m |
| B동     | 47층 | 167m |
| C동     | 48층 | 170m |
| D동     | 48층 | 170m |
| E동     | 47층 | 169m |

## 시설

### 커뮤니티 시설
A,B,C,D,E동에는 스카이 라운지가 있으며 커피를 마실 수 있는 커피숍이 있다. 가격은 아메리카노 1500원과 병음료 3000원이며 A동의 2층에는 연회장, AV룸, 유아놀이방, 비지니스센터가 있으며 C동과 D동의 1층과 2층에는 독서실과 10개의 게스트룸이 있다. 이외에도 휘트니스클럽, 각 동의 2층에 세탁실, 남사우나/여사우나, 원기회복실, 골프장, 자가진단실, 수영장 등 커뮤니티 시설들이 있으며 입주민들만 이용 가능하다.

### 주차장
부산 제일 상업지구인 서면 한복판에 세대당 2.41대의 주차장을 갖고있다.
(세대당 2대~4대 무료주차 가능)

### 쓰레기 처리
각층마다 클린룸이 있어 쓰레기, 분리수거, 음식물쓰레기등을 버릴 수 있다.

### 스쿨버스&셔틀버스
인근 초중학교를 운행하는 아파트 스쿨버스가 있다. 등교시간외에는 롯데백화점, 온종합병원(2호선), 이마트 트레이더스, 부산진구청
시민공원, 부전시장을 순환하는 셔틀버스로 운행된다

### 내부 시설
다음은 서면 더샵 센트럴스타의 시설이다.
| 층수                | 용도 |
| ------------------- | --- |
| 49층 ~ 58층         | 아파트 및 오피스텔 시설 (A동) |
| 48층                | 아파트 및 오피스텔 시설 (C동, D동) |
| 33층 ~ 47층         | 아파트 및 오피스텔 시설 등 아파트(E동) |
| 32층                | 스카이라운지(A동) |
| 3층 ~ 31층          | 아파트 및 오피스텔 시설 등 오피스텔(E동) |
| 2층                 | 세탁실, 남사우나/여사우나, 원기회복실, 골프장, 자가진단실, 수영장 등 커뮤니티 시설 연회장, AV룸, 유아놀이방, 비지니스센터(A동) 독서실, 게스트룸(C, D동) |
| 1층                 | 로비, 독서실, 게스트룸(C, D동) |
| 지하 1층            | 지하주차장 |
| 지하 2층            | 지하주차장, 센트럴 스퀘어 |
| 지하 5층 ~ 지하 3층 | 지하주차장 |

## 대중문화
- 영화 - 부산행에서 이 아파트가 아주 살짝~ 비춰진다.

## 갤러리

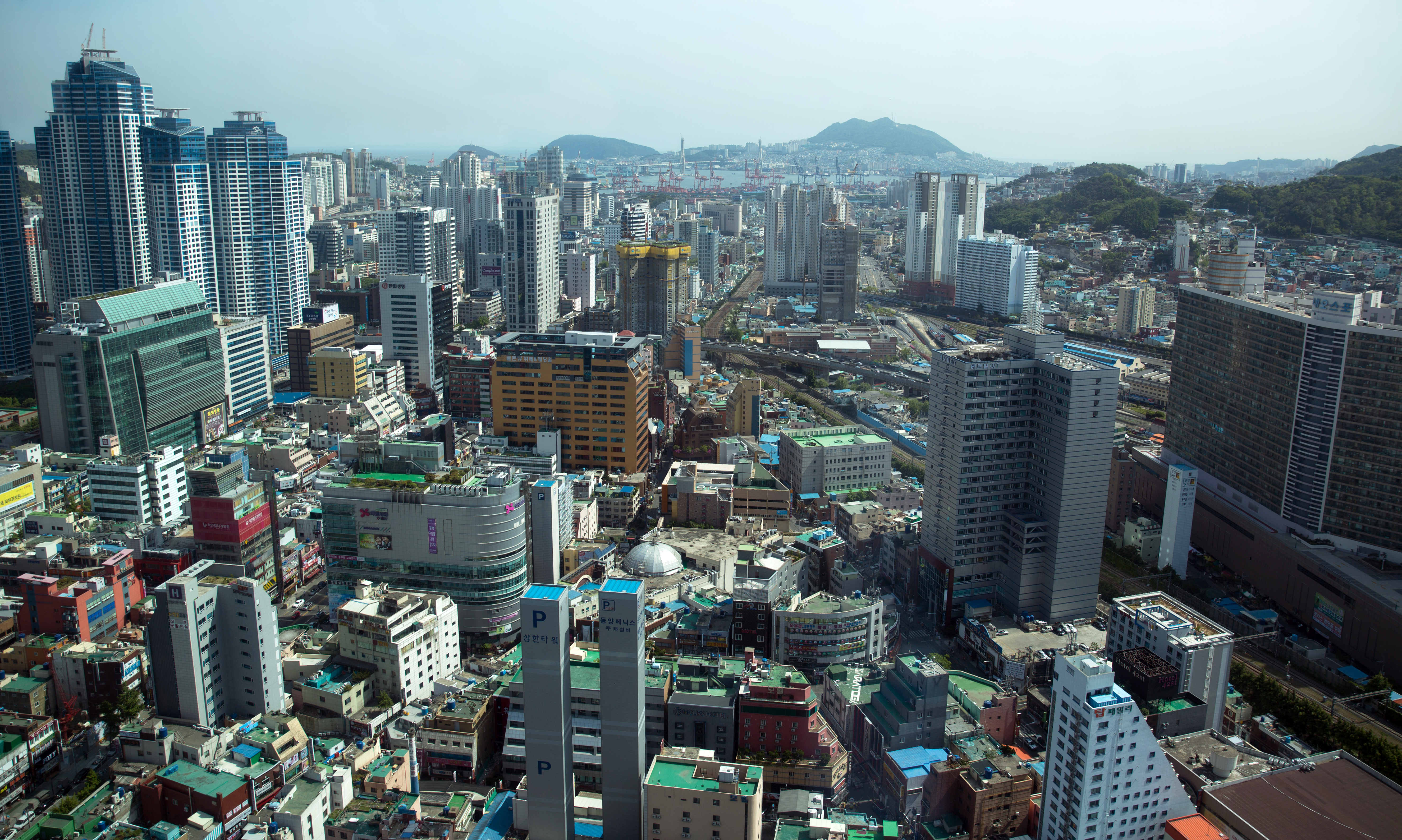
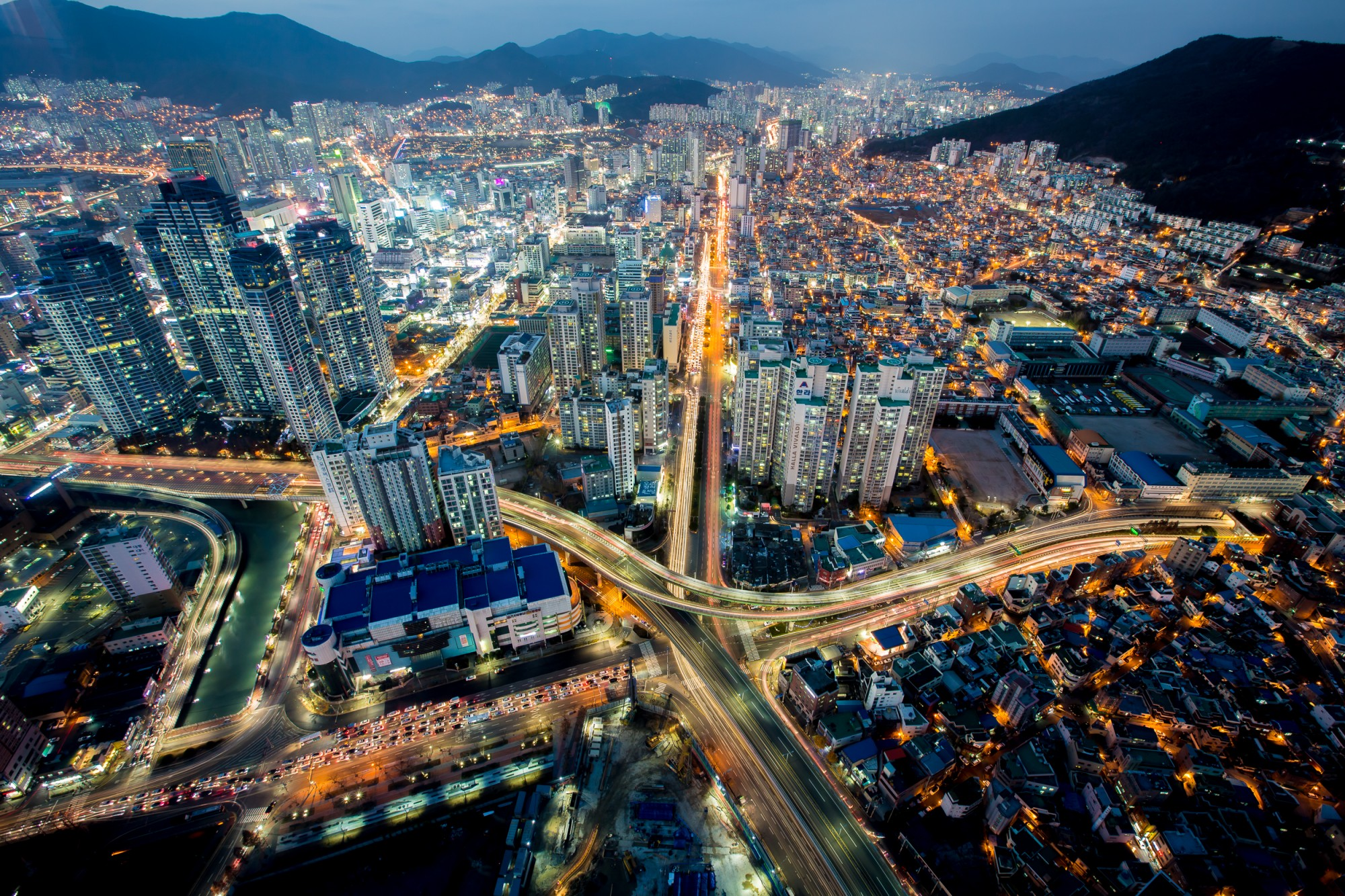

## 같이 보기
- 대한민국의 마천루 목록
- 부산광역시의 마천루 목록